# Arroio dos Ratos
Arroio dos Ratos é um município brasileiro do estado do Rio Grande do Sul. Graças ao seu solo e ao trabalho de seus munícipes, é conhecido nacionalmente como o Berço da Indústria Carbonífera Nacional e a Capital Nacional da Melancia. O município localiza-se a 55 quilômetros da capital do Rio Grande do Sul, Porto Alegre, a leste do estado, cortado pela Rodovia Osvaldo Aranha, popular BR-290 e um dos célebres caminhos do Mercosul, fazendo-se integrante da região geoeconômica da Metade Sul. Seu atual Prefeito é Gustavo Rosa, do PP, eleito como Vice-prefeito, mas assumindo como titular após a morte do prefeito eleito.